# 56. National Hockey League All-Star Game
Das 56. National Hockey League All-Star Game wurde am 27. Januar 2008 in Atlanta, Georgia, ausgetragen. Die erstmaligen Gastgeber des Spieles, seit ihrer Gründung 1999, waren die Atlanta Thrashers.
Atlanta sollte bereits während der Saison 2004/05 Austragungsort des All-Star Game sein, jedoch fiel die gesamte Spielzeit aufgrund des Lockout aus. Als Entschädigung erhielt die Stadt zur Saison 2007/08 erneut die Gelegenheit. Die Übertragungsrechte am Spiel hielten im TV-Netz der Vereinigten Staaten Versus und im kanadischen CBC.
An der Veranstaltung, die in der Philips Arena stattfand, nahmen die besten Spieler der National Hockey League teil. In einer weltweiten Abstimmung über das Internet wurden die Startformationen der Western Conference und der Eastern Conference bestimmt, während die restlichen Plätze im Kader von der NHL vergeben wurden. Bei der Auswahl der Spieler wurde vor allem darauf geachtet, dass jedes der 30 NHL-Teams mit wenigstens einem Spieler vertreten war. 
Die Trainer der beiden All-Star Mannschaften sollten am 4. Januar 2008 bekannt gegeben werden, doch bereits zwei Tage zuvor stand fest, dass Mike Babcock von den Detroit Red Wings und John Paddock von den Ottawa Senators die Teams als Cheftrainer betreuen würden. Die Mannschaften der beiden Kanadier lagen zu diesem Zeitpunkt an der Spitze ihrer jeweiligen Conference und konnten bis zum Stichtag nicht mehr überholt werden.

## Veranstaltungen
Neben dem All-Star Game, in dem die besten Spieler der Western Conference gegen die besten Spieler der Eastern Conference antraten, gab es an den Tagen zuvor noch weitere Veranstaltungen. Bereits am Donnerstag, dem 24. Januar, wurde das All-Star Wochenende mit einem Konzert der Rockband OneRepublic eröffnet. Am 25. Januar folgte ein Benefizkonzert des R&B-Musikers Usher zusammen mit Wyclef Jean sowie der Beginn eines dreitägigen Eishockeyturniers für Neun- bis Zwölfjährige. Am Tag darauf begann eine zweitägige Messe für Eishockey-Sammelkarten und -Souvenirs, an der Comiczeichner und Mitbesitzer der Edmonton Oilers Todd McFarlane teilnahm. Im Laufe des Tages trat die Band Jonas Brothers auf, ehe am Abend die ersten sportlichen Höhepunkte des Wochenendes anstanden. Im YoungStars Game trafen die besten Spieler der Liga unter 23 Jahren aufeinander und in der SuperSkills Competition stellten die Spieler der All-Star Mannschaften ihre Fähigkeiten auf unterschiedlichen Gebieten, wie Schussstärke oder Schnelligkeit, unter Beweis. Ein neues Highlight der SuperSkills Competition war ein Shootout-Wettbewerb, bei dem die Spieler versuchten, möglichst spektakuläre Tore zu schießen.

## Mannschaften
| #           | Land               | Spieler                | Pos.             | Team                |
| Torhüter    |                    |                        |                  |                     |
| –           | Kanada             | Martin Brodeur5        | Martin Brodeur5  | New Jersey Devils   |
| 39          | Vereinigte Staaten | Rick DiPietro5         | Rick DiPietro5   | New York Islanders  |
| 30          | Vereinigte Staaten | Tim Thomas5            | Tim Thomas5      | Boston Bruins       |
| 29          | Tschechien         | Tomáš Vokoun           | Tomáš Vokoun     | Florida Panthers    |
| Verteidiger |                    |                        |                  |                     |
| 79          | Russland           | Andrei Markow          | Andrei Markow    | Montreal Canadiens  |
| 33          | Slowakei           | Zdeno Chára            | Zdeno Chára      | Boston Bruins       |
| 51          | Kanada             | Brian Campbell         | Brian Campbell   | Buffalo Sabres      |
| 55          | Russland           | Sergei Gontschar       | Sergei Gontschar | Pittsburgh Penguins |
| 15          | Tschechien         | Tomáš Kaberle          | Tomáš Kaberle    | Toronto Maple Leafs |
| 44          | Finnland           | Kimmo Timonen          | Kimmo Timonen    | Philadelphia Flyers |
| Angreifer   |                    |                        |                  |                     |
| –           | Kanada             | Sidney Crosby4         | C                | Pittsburgh Penguins |
| 4           | Kanada             | Vincent Lecavalier – C | C                | Tampa Bay Lightning |
| 11          | Schweden           | Daniel Alfredsson      | RW               | Ottawa Senators     |
| 17          | Russland           | Ilja Kowaltschuk4      | LW               | Atlanta Thrashers   |
| 19          | Vereinigte Staaten | Scott Gomez            | C                | New York Rangers    |
| –           | Kanada             | Dany Heatley2          | LW               | Ottawa Senators     |
| 18          | Slowakei           | Marián Hossa           | RW               | Atlanta Thrashers   |
| 71          | Russland           | Jewgeni Malkin4        | C                | Pittsburgh Penguins |
| 8           | Russland           | Alexander Owetschkin   | LW               | Washington Capitals |
| 10          | Kanada             | Mike Richards          | C                | Philadelphia Flyers |
| 91          | Kanada             | Marc Savard2           | C                | Boston Bruins       |
| 9           | Kanada             | Jason Spezza           | C                | Ottawa Senators     |
| 12          | Kanada             | Eric Staal             | C                | Carolina Hurricanes |
| 26          | Kanada             | Martin St. Louis       | RW               | Tampa Bay Lightning |

| #           | Land               | Spieler            | Pos.               | Team                  |                 |
| Torhüter    |                    |                    |                    |                       |                 |
| –           | Kanada             | Roberto Luongo1    | Roberto Luongo1    | Vancouver Canucks     |                 |
| 30          | Kanada             | Chris Osgood1      | Chris Osgood1      | Detroit Red Wings     |                 |
| 34          | Kanada             | Manny Legace1      | Manny Legace1      | St. Louis Blues       |                 |
| 20          | Russland           | Jewgeni Nabokow    | Jewgeni Nabokow    | San Jose Sharks       | San Jose Sharks |
| Verteidiger |                    |                    |                    |                       |                 |
| 5           | Schweden           | Nicklas Lidström   | Nicklas Lidström   | Detroit Red Wings     |                 |
| 3           | Kanada             | Dion Phaneuf       | Dion Phaneuf       | Calgary Flames        |                 |
| 55          | Kanada             | Ed Jovanovski      | Ed Jovanovski      | Phoenix Coyotes       |                 |
| 2           | Kanada             | Duncan Keith       | Duncan Keith       | Chicago Blackhawks    |                 |
| 27          | Kanada             | Scott Niedermayer6 | Scott Niedermayer6 | Anaheim Ducks         |                 |
| 25          | Kanada             | Chris Pronger      | Chris Pronger      | Anaheim Ducks         |                 |
| –           | Russland           | Sergei Subow6      | Sergei Subow6      | Dallas Stars          |                 |
| Angreifer   |                    |                    |                    |                       |                 |
| –           | Schweden           | Henrik Zetterberg7 | LW                 | Detroit Red Wings     |                 |
| 13          | Russland           | Pawel Dazjuk       | C                  | Detroit Red Wings     |                 |
| 12          | Kanada             | Jarome Iginla – C  | RW                 | Calgary Flames        |                 |
| 61          | Kanada             | Rick Nash7         | LW                 | Columbus Blue Jackets |                 |
| 19          | Kanada             | Jason Arnott       | C                  | Nashville Predators   |                 |
| 9           | Slowakei           | Marián Gáborík     | RW                 | Minnesota Wild        |                 |
| 15          | Kanada             | Ryan Getzlaf       | C                  | Anaheim Ducks         |                 |
| 10          | Kanada             | Shawn Horcoff      | C                  | Edmonton Oilers       |                 |
| 11          | Slowenien          | Anže Kopitar       | C                  | Los Angeles Kings     |                 |
| 18          | Kanada             | Corey Perry7       | RW                 | Anaheim Ducks         |                 |
| 63          | Kanada             | Mike Ribeiro3      | C                  | Dallas Stars          |                 |
| 33          | Schweden           | Henrik Sedin       | C                  | Vancouver Canucks     |                 |
| –           | Vereinigte Staaten | Paul Stastny3      | C                  | Colorado Avalanche    |                 |
| 97          | Kanada             | Joe Thornton       | C                  | San Jose Sharks       |                 |

- Fett: Spieler in der Startformation
- G = Torhüter; D = Verteidiger; C = Center; LW/RW = Flügelspieler
- 1 Roberto Luongo wurde in die Startformation der Western Conference gewählt, konnte aber aus privaten Gründen nicht am Spiel teilnehmen. Für ihn wurde Manny Legace nachnominiert. Luongo wurde in der Startformation durch Chris Osgood ersetzt.
- 2 Dany Heatley konnte aufgrund einer Verletzung nicht am Spiel teilnehmen. Für ihn wurde Marc Savard nachnominiert.
- 3 Paul Stastny konnte aufgrund einer Verletzung nicht am Spiel teilnehmen. Für ihn wurde Mike Ribeiro nachnominiert.
- 4 Sidney Crosby konnte aufgrund einer Verletzung nicht am Spiel teilnehmen. Für ihn wurde Jewgeni Malkin nachnominiert. Crosby wurde in der Startformation durch Ilja Kowaltschuk ersetzt.
- 5 Martin Brodeur konnte nicht am Spiel teilnehmen. Für ihn wurde Tim Thomas nachnominiert. Brodeur wurde in der Startformation durch Rick DiPietro ersetzt.
- 6 Sergei Subow konnte nicht am Spiel teilnehmen. Für ihn wurde Scott Niedermayer nachnominiert.
- 7 Henrik Zetterberg konnte nicht am Spiel teilnehmen. Für ihn wurde Corey Perry nachnominiert. Zetterberg wurde in der Startformation durch Rick Nash ersetzt.
- 8 Don Waddell ersetzte Brent Sutter von den New Jersey Devils.

## SuperSkills Competition
In der SuperSkills Competition, die am Vortag des All-Star Game stattfand, mussten die Spieler ihre Fähigkeiten in unterschiedlichen Gebieten, wie Schnelligkeit oder Schusshärte unter Beweis stellen. Dabei traten die Spieler der Eastern Conference gegen die der Western Conference an.

### Sieger
Endstand: Eastern Conference 9 – 6 Western Conference
| Wettbewerb           | Mannschaftswertung | Einzelwertung        |
| Hindernisstaffel     | Eastern Conference | –                    |
| Schnellster Läufer   | Western Conference | Shawn Horcoff        |
| Elimination Shootout | –                  | Dion Phaneuf         |
| YoungStars Game      | Unentschieden      | –                    |
| Schussgenauigkeit    | Eastern Conference | Tomáš Kaberle        |
| Härtester Schuss     | Eastern Conference | Zdeno Chára          |
| Breakaway Challenge  | Western Conference | Alexander Owetschkin |

## All-Star Game
Nach dem Sieg in der Skills Competition am Vortag, gewann die Eastern Conference auch das All-Star Game mit 8–7. Den Grundstein dazu legte das Team bereits im ersten Drittel, das es trotz eines frühen Gegentors von Rick Nash mit 5–1 für sich entscheiden konnte. Das Tor Nashs nach zwölf gespielten Sekunden war das schnellste in der Geschichte des All-Star Game. Im zweiten Drittel konnte der Westen dank eines gut aufgelegten Jewgeni Nabokow, der alle acht Schüsse auf sein Tor parierte, auf zwei Tore verkürzen. Zuletzt hatte Nikolai Chabibulin beim NHL All-Star Game 2002 sein Tor in einem Drittel sauber gehalten. Der aufstrebende Trend der Spieler aus der Western Conference setzte sich auch im Schlussdrittel fort, als sie dank weiterer drei Tore bei Halbzeit des Schlussdrittels in Führung gingen. Mit insgesamt drei Toren hatte Rick Nash maßgeblichen Anteil an der erfolgreichen Aufholjagd. Diese wurde aber nicht belohnt, da Eric Staal, der mit zwei Toren und einer Vorbereitung auch zum wertvollsten Spieler der Partie gewählt wurde, und Marc Savard das Spiel noch einmal zu Gunsten der Eastern Conference drehten.
| 27. Januar 2008 18:00 Uhr |                     | |                                |
| Western Conference | 7–8 (1-5, 2-0, 4-3) | Eastern Conference | Philips Arena Atlanta, Georgia |
| R. Nash (0:12) R. Nash (P. Dazjuk) (29:34) S. Niedermayer (J. Thornton, H. Sedin) (35:08) R. Getzlaf (E. Jovanovski) (40:41) R. Nash (J. Iginla) (41:56) D. Phaneuf (R. Getzlaf, J. Arnott) (45:07) M. Gáborík (H. Sedin) (50:57) |                     | E. Staal (B. Campbell, J. Malkin) (1:20) A. Markow (M. Richards, M. Hossa) (9:43) A. Owetschkin (J. Spezza, M. St. Louis) (13:35) B. Campbell (J. Malkin, V. Lecavalier) (15:10) A. Owetschkin (M. St. Louis, J. Spezza) (17:49) M. Hossa (S. Gomez, Z. Chára) (44:08) E. Staal (I. Kowaltschuk, M. Savard) (52:35) M. Savard (B. Campbell, E. Staal) (59:39) | Philips Arena Atlanta, Georgia |

## YoungStars Game
Das seit 2002 ausgetragene YoungStars Game wurde erstmals seit seiner Einführung einer Formatänderung unterzogen und war Teil der modernisierten SuperSkills Competition der All-Stars. Statt der bisherigen neun Stürmer, vier Verteidiger und einem Torwart pro Team wurden lediglich vier Angreifer und vier Abwehrspieler pro Mannschaft nominiert. Diese bestritten statt des Spieles von drei Dritteln à zehn Minuten Länge lediglich einen 3-gegen-3-Vergleich von zwei Halbzeiten à sechs Minuten Länge bei fortlaufender Uhr. Im Tor standen dabei die Torhüter, die für das eigentliche All-Star Game nominiert waren. Auf Seiten der Western Conference hütete Chris Osgood in der ersten Hälfte das Tor. Für die Eastern Conference stand Tim Thomas zwischen den Pfosten. Manny Legace ersetzte in der zweiten Halbzeit Osgood und Tomáš Vokoun Thomas.
Zum MVP des YoungStars Game wurde Brandon Dubinsky von der Mannschaft der Eastern Conference gewählt, der zwei Treffer erzielte.
| #           | Land               | Spieler            | Pos.            | Team                |
| Verteidiger |                    |                    |                 |                     |
| 39          | Schweden           | Tobias Enström*    | Tobias Enström* | Atlanta Thrashers   |
| 58          | Kanada             | Kris Letang*       | Kris Letang*    | Pittsburgh Penguins |
| 39          | Vereinigte Staaten | Mike Lundin*       | Mike Lundin*    | Tampa Bay Lightning |
| 18          | Kanada             | Marc Staal*        | Marc Staal*     | New York Rangers    |
| Angreifer   |                    |                    |                 |                     |
| 19          | Schweden           | Nicklas Bäckström* | C               | Washington Capitals |
| 23          | Kanada             | David Clarkson*1   | RW              | New Jersey Devils   |
| 17          | Vereinigte Staaten | Brandon Dubinsky*  | C               | New York Rangers    |
| –           | Kanada             | Tyler Kennedy*1    | C               | Pittsburgh Penguins |
| 17          | Kanada             | Milan Lucic*       | LW              | Boston Bruins       |

| #           | Land               | Spieler          | Pos.             | Team               |
| Verteidiger |                    |                  |                  |                    |
| 23          | Schweden           | Alexander Edler* | Alexander Edler* | Vancouver Canucks  |
| 6           | Vereinigte Staaten | Erik Johnson*    | Erik Johnson*    | St. Louis Blues    |
| 3           | Vereinigte Staaten | Jack Johnson*    | Jack Johnson*    | Los Angeles Kings  |
| 5           | Vereinigte Staaten | Matt Niskanen*   | Matt Niskanen*   | Dallas Stars       |
| Angreifer   |                    |                  |                  |                    |
| 89          | Kanada             | Sam Gagner*      | C                | Edmonton Oilers    |
| 88          | Vereinigte Staaten | Patrick Kane*    | RW               | Chicago Blackhawks |
| 88          | Vereinigte Staaten | Peter Mueller*   | C                | Phoenix Coyotes    |
| 57          | Kanada             | David Perron*    | LW               | St. Louis Blues    |

- Fett: Spieler in der Startformation
- G = Torhüter; D = Verteidiger; C = Center; LW/RW = Flügelspieler, * Rookie

- 1 Tyler Kennedy konnte wegen einer Erkrankung nicht am Spiel teilnehmen. Für ihn wurde David Clarkson nachnominiert.

### Resultat
| 26. Januar 2008                                                                                      |                | |                                |
| Western Conference                                                                                   | 6–7 (2-6, 4-1) | Eastern Conference | Philips Arena Atlanta, Georgia |
| 1–2 Patrick Kane 2–5 Peter Mueller 3–7 Patrick Kane 4–7 Erik Johnson 5–7 David Perron 6–7 Sam Gagner |                | 0–1 David Clarkson 0–2 Nicklas Bäckström 1–3 Brandon Dubinsky 1–4 Marc Staal 1–5 Milan Lucic 2–6 Brandon Dubinsky 2–7 Nicklas Bäckström | Philips Arena Atlanta, Georgia |